# HMS Actaeon (U07)
Pour les autres navires du même nom, voir HMS Actaeon.
Le HMS Actaeon est un sloop britannique, de la classe Black Swan modifiée, construit pour la Royal Navy.
Il est vendu à l'Allemagne de l'Ouest en 1957 et prend le nom de Hipper (F 214).

## Construction et conception
L'Actaeon est commandé le 3 décembre 1941 dans le cadre de programmation de 1941 pour le chantier naval de John I. Thornycroft & Company à Woolston, Southampton - Angleterre. La pose de la quille est effectuée le 15 mai 1944, l'Actaeon est lancé le 25 juillet 1945 et mis en service le 24 juillet 1946.
Les sloops de la classe Black Swan ont fait l'objet de nombreuses modifications au cours du processus de construction, à tel point que la conception a été révisée, les navires ultérieurs (du programme de 1941 et suivants) étant décrits comme la classe Black Swan modifiée. Bien que Wren[Quoi ?] ait été fixé selon la conception originale, elle a été achevée plus tard que certains des navires de classe modifiés, et avec les modifications apportées lors de sa construction, il était impossible de les distinguer des navires modifiés de Black Swan.
La classe Black Swan modifiée était une version élargie et mieux armée pour la lutte anti-sous-marine de la classe Black Swan, elle-même dérivée des sloops antérieurs de la classe Egret. L'armement principal se composait de six canons antiaériens QF 4 pouces Mk XVI dans trois tourelles jumelles, de 6 canons jumelés de 20 mm Oerlikon Anti-aérien, de 4 canons de 40 mm pom-pom. L'armement anti-sous-marin se composait de lanceurs de charges de profondeur avec 110 charges de profondeur transportées. Il était aussi équipé d'un mortier Hedgehog anti-sous-marin lancé depuis l'avant, ainsi que d'un radar d'alerte de surface type 272 et d'un radar de contrôle de tir type 285,.

## Historique

### En service dans la Royal Navy
Bien que commandé dans le cadre de programmation de 1941, l'Actaeon est lancé le 25 juillet 1945, deux mois après la fin de la guerre en Europe, pour une mise en service le 24 juillet 1946. Il ne prend donc part à aucune action de la Seconde Guerre mondiale.
Le 14 janvier 1947, le HMS Actaeon est arrivé à Simonstown, en Afrique du Sud, pour prendre position et est régulièrement amarré à Simonstown. C'est cette année que le sloop est officiellement reclassé en frégate.
En 1948, l'Actéon effectue la première de ses visites annuelles au petit port de Knysna.
Du 17 avril au 7 mai 1952, l'Actaeon a sa dernière date d'amarrage enregistrée dans la cale sèche de Selborne.
Le 14 janvier 1953, l'Actaeon a terminé sa période de service à la station du Cap et retourne au Royaume-Uni pour être mis hors service.

### En service dans la Bundesmarine
Dans le cadre du réarmement pour sa nouvelle Bundesmarine en 1957, la République fédérale d'Allemagne (Allemagne de l'Ouest) reprend un total de sept navires de la Royal Navy en tant que frégates-écoles dans la phase de développement de la Marine fédérale, qui, par souci de simplicité, sont regroupés sous le terme générique de frégates scolaires classe 138, bien qu'ils ne soient en aucun cas tous identiques.
L'Allemagne reprend le sloop Actaeon, qui avait déjà été reclassé comme frégate dans les services britanniques et est le seul des sept navires qui n'a pas été utilisé pendant la Seconde Guerre mondiale. Il appartient à trois navires de la classe dite Black Swan modifiée. L'Allemagne met l'Actéon en service en janvier 1959 en tant que Hipper (F 214) pour l'école navale de Mürwik, où il est utilisé pour la formation des cadets aux côtés du Graf Spee (F 215), similaire à la classe Black Swan. En 1961, il est placé sous le commandement des navires-écoles.
L'armement du navire est changé plusieurs fois pendant son service dans la marine fédérale. L'Actaeon/Hipper était livré avec deux canons jumeaux de 102 mm L/45 Mk XVI à l'avant, qui ont été successivement remplacés. De plus, il transportait trois canons Bofors individuels de 40 mm d'un modèle plus ancien. Finalement, le Hipper et le Graf Spee ont deux canons jumeaux Bofors de 40 mm à la proue, l'un au-dessus de l'autre, et deux canons simples de ce type côte à côte à l'extrémité de la structure du pont élargi, car ils sont installés sur les nouveaux bâtiments de la marine allemande.
Pendant son mandat, il entreprend un certain nombre de voyages à l'étranger, souvent avec son navire jumeau Graf Spee, plusieurs fois dans des villes portuaires américaines, de Victoria (Colombie-Britannique) au nord à Valparaiso et au cap Horn dans le Pacifique Sud. Dans l'ancien monde, les ports visités allaient de Reykjavik au nord à Lomé au Togo et de Dar es Salaam en Tanzanie au sud à Bangkok à l'est.
Il est mis hors service le 31 juillet 1964 après seulement cinq ans d'utilisation. Il n'a pas été envisagé de convertir la frégate en navire de contrôle de la circulation aérienne en raison de son âge.
Le Hipper sert de ponton en juillet 1964, puis est vendu le 25 octobre 1967 ainsi que le Graf Spee à Hambourg pour être mis au rebut.